# Liga Colombiana de Fútbol Sala 2014-I
La Liga Argos Futsal Apertura 2014 fue la séptima (7a.) versión de la Liga Argos Futsal que se jugó del 23 de marzo al 14 de junio. 

## Sistema de juego
Se juegan dos torneos en el año, uno en cada semestre coronando en cada versión un campeón.
El sistema de juego consiste en 4 fases:
- Primera fase: Se disputan cuatro cuadrangulares. En cada uno de ellos se realizan seis fechas (grupos A, B, C y D), es decir que cada equipo disputará seis partidos (tres juegos de local y tres de visitante por conjunto). Los dos primeros de cada zona clasificaran a la segunda fase.

- Cuartos de final: Los ocho (8) equipos clasificados quedarán divididos en cuatro llaves. En cada llave, se disputarán dos partidos (uno de ida y otro de vuelta) y el ganador accederá a las semifinales.

- Cuartos de final: Los cuatro (4) equipos clasificados quedarán divididos en dos llaves. En cada llave, se disputarán dos partidos (uno de ida y otro de vuelta) y el ganador accederá a la instancia definitiva.

- Final: Así mismo, en la final se utilizará este esquema, sólo que el título se le otorgará al mejor de tres juegos. Aunque cabe recordar que en el Segundo torneo del año 2011 se jugaron dos (2) partidos en las Semifinales y Gran Final (ida y vuelta) y se coronaron vencedores y campeón respectivamente al mejor de cada serie.[3] A partir del año 2012 el ganador de la Final se definirá al mejor de tres (3) juegos.

## Equipos participantes
| Equipo                         | Departamento       | Ciudad        | Coliseo                |
| Barranquilla Futsal            | Atlántico          | Barranquilla  | Coliseo Elías Chegwin  |
| Corporación Cúcuta Niza Futsal | Norte de Santander | Cúcuta        | Coliseo UFPS           |
| Club Deportivo Campaz          | Valle del Cauca    | Cali          | Coliseo Mariano Ramos  |
| Deportivo Cóndor Sport Life    | Cundinamarca       | Bogotá        | PRD El Salitre         |
| Deportivo D´Martin             | Cundinamarca       | Madrid        | Coliseo Madrid         |
| Deportivo Lyon                 | Valle del Cauca    | Cali          | Coliseo Barrio El Sena |
| Deportivo Meta                 | Meta               | Villavicencio | Álvaro Mesa Amaya      |
| Deportivo Sanpas               | Boyacá             | Tunja         | San Antonio            |
| Gremio Samario                 | Magdalena          | Santa Marta   | Villa Olímpica         |
| Lanús Colombia                 | Bogotá             | Bogotá        | PRD El Salitre         |
| Real Bucaramanga               | Santander          | Bucaramanga   | Coliseo Bicentenario   |
| Rionegro Futsal                | Antioquia          | Rionegro      | Coliseo Del Cielo      |
| Once Caldas                    | Caldas             | Manizales     | Ramón Marín Vargas     |
| Rodríguez Torices              | Bolívar            | Cartagena     | Northon Madrid         |
| Rionegro Águilas               | Antioquia          | Itagüí        | 'El Cubo'              |
| Ultrahuilca Huila              | Huila              | Neiva         | Álvaro Sánchez Silva   |

## Fase de grupos

### Grupo A
| Pos. | Equipos                 | PJ | PG | PE | PP | GF | GC | Dif. | Pts. |
| ---- | ----------------------- | -- | -- | -- | -- | -- | -- | ---- | ---- |
| 1.   | Deportivo Lyon          | 6  | 4  | 0  | 2  | 30 | 17 | 13   | 15   |
| 2.   | Utrahuilca Huila futsal | 6  | 4  | 1  | 1  | 25 | 13 | 12   | 13   |
| 3.   | Deportivo D´Martin      | 6  | 1  | 1  | 4  | 15 | 21 | -6   | 4    |
| 4.   | Deportivo Campaz        | 6  | 1  | 2  | 5  | 10 | 20 | -10  | 3    |

#### Resultados
- La hora de cada encuentro corresponde al huso horario que rige a Colombia (UTC-5)

Nota: El canal Win Sports es el medio de difusión por televisión autorizado por la Dimayor para la transmisión por cable de un partido por fecha, teniendo en cuenta que, en algunas fechas, no hay transmisión por televisión.
| Ultrahuilca Huila  | 4 - 3 | Deportivo Lyon   | Álvaro Sánchez Silva | 19 de marzo | 20:00 | Win Sports      |
| Deportivo D'Martin | 0 - 3 | Deportivo Campaz | Madrid               | 22 de marzo | 18:00 | Sin transmisión |

| Deportivo Lyon    | 7 - 5 | Deportivo Campaz   | Mariano Ramos        | 29 de marzo | 19:00 | Sin transmisión |
| Ultrahuilca Huila | 4 - 3 | Deportivo D'Martin | Álvaro Sánchez Silva | 30 de marzo | 11:00 | Sin transmisión |

| Deportivo D'Martin | 2 - 4 | Deportivo Lyon | Madrid                  | 5 de abril | 18:00 | Sin transmisión |
| Deportivo Campaz   | 0 - 6 | Pereira Futsal | Carlos Alberto Bejarano | 6 de abril | 11:00 | Sin transmisión |

| Deportivo Campaz | 3 - 6 | Deportivo D'Martin | Mariano Ramos | 12 de marzo | 11:00 | Sin transmisión |
| Deportivo Lyon   | 3 - 1 | Ultrahuilca Huila  | Mariano Ramos | 12 de marzo | 16:00 | Sin transmisión |

| Deportivo D'Martin | 3 - 3 | Ultrahuilca Huila | Madrid        | 23 de abril | 20:15 | Win Sports      |
| Deportivo Campaz   | 1 - 5 | Deportivo Lyon    | Mariano Ramos | 27 de abril | 11:00 | Sin transmisión |

| Deportivo Lyon    | 7 - 2 | Deportivo D'Martin | Mariano Ramos        | 4 de mayo | 11:00 | Sin transmisión |
| Ultrahuilca Huila | 7 - 1 | Deportivo Campaz   | Álvaro Sánchez Silva | 4 de mayo | 11:00 | Sin transmisión |

### Grupo B
| Pos. | Equipos             | PJ | PG | PE | PP | GF | GC | Dif. | Pts. |
| ---- | ------------------- | -- | -- | -- | -- | -- | -- | ---- | ---- |
| 1.   | Corporación Niza    | 6  | 4  | 0  | 2  | 29 | 26 | 3    | 12   |
| 2.   | Gremio Samario      | 6  | 3  | 1  | 2  | 32 | 22 | 10   | 10   |
| 3.   | Barranquilla Futsal | 6  | 3  | 1  | 2  | 26 | 19 | 7    | 10   |
| 4.   | Rodríguez Torices   | 6  | 0  | 2  | 4  | 19 | 39 | -20  | 2    |

#### Resultados
- La hora de cada encuentro corresponde al huso horario que rige a Colombia (UTC-5)

Nota: El canal Win Sports es el medio de difusión por televisión autorizado por la Dimayor para la transmisión por cable de un partido por fecha, teniendo en cuenta que, en algunas fechas, no hay transmisión por televisión.
| Rodríguez Torices | 2 - 2 | Barranquilla Futsal | Northon Madrid | 23 de marzo | 11:00 | Sin transmisión |
| Coorporación Niza | 6 - 3 | Gremio Samario      | Coliseo UFPS   | 23 de abril | 19:00 | Sin transmisión |

| Gremio Samario    | 4 - 3 | Barranquilla Futsal | Menor        | 30 de marzo | 11:30 | Sin transmisión |
| Coorporación Niza | 7 - 3 | Rodríguez Torices   | Coliseo UFPS | 30 de abril | 19:30 | Sin transmisión |

| Rodríguez Torices   | 4 - 4 | Gremio Samario   | Northon Madrid | 5 de abril | 19:30 | Sin transmisión |
| Barranquilla Futsal | 4 - 2 | Corporación Niza | Elías Chegwin  | 6 de abril | 11:00 | Sin transmisión |

| Barranquilla Futsal | 11 - 3 | Rodríguez Torices | Elías Chegwin | 10 de abril | 16:00 | Sin transmisión |
| Gremio Samario      | 9 - 3  | Corporación Niza  | Menor         | 13 de marzo | 11:00 | Sin transmisión |

| Barranquilla Futsal | 4 - 3 | Gremio Samario    | Elías Chegwin  | 26 de abril | 18:00 | Sin transmisión |
| Rodríguez Torices   | 5 - 6 | Coorporación Niza | Northon Madrid | 26 de abril | 19:30 | Sin transmisión |

| Gremio Samario    | 9 - 3 | Rodríguez Torices   | Menor        | 3 de mayo | 15:15 | Sin transmisión |
| Coorporación Niza | 5 - 2 | Barranquilla Futsal | Coliseo UFPS | 3 de mayo | 15:15 | Sin transmisión |

### Grupo C
| Pos. | Equipos             | PJ | PG | PE | PP | GF | GC | Dif. | Pts. |
| ---- | ------------------- | -- | -- | -- | -- | -- | -- | ---- | ---- |
| 1.   | Cóndor Sport Life   | 6  | 5  | 0  | 1  | 30 | 19 | 11   | 15   |
| 2.   | Club Deportivo Meta | 6  | 4  | 1  | 1  | 25 | 21 | 4    | 13   |
| 3.   | Lanús Colombia      | 6  | 1  | 1  | 4  | 25 | 35 | -10  | 4    |
| 4.   | Deportivo Sanpas    | 6  | 1  | 0  | 5  | 23 | 28 | -5   | 3    |

#### Resultados
- La hora de cada encuentro corresponde al huso horario que rige a Colombia (UTC-5)

Nota: El canal Win Sports es el medio de difusión por televisión autorizado por la Dimayor para la transmisión por cable de un partido por fecha, teniendo en cuenta que, en algunas fechas, no hay transmisión por televisión.
| Deportivo Meta   | 6 - 4 | Lanús Colombia    | Álvaro Mesa Amaya | 22 de marzo | 18:00 | Sin transmisión |
| Deportivo Sanpas | 4 - 6 | Cóndor Sport Life | San Antonio       | 23 de abril | 19:00 | Sin transmisión |

| Lanús Colombia | 3 - 8 | Cóndor Sport Life | PRD El Salitre    | 27 de marzo | 18:00 | Win Sports      |
| Deportivo Meta | 4 - 3 | Deportivo Sanpas  | Álvaro Mesa Amaya | 29 de marzo | 18:00 | Sin transmisión |

| Deportivo Sanpas  | 6 - 3 | Lanús Colombia | San Antonio    | 5 de abril | 19:00 | Sin transmisión |
| Cóndor Sport Life | 6 - 3 | Deportivo Meta | PRD El Salitre | 6 de abril | 16:30 | Sin transmisión |

| Cóndor Sport Life | 4 - 3 | Deportivo Sanpas | PRD El Salitre | 12 de abril | 10:30 | Sin transmisión |
| Lanús Colombia    | 5 - 5 | Deportivo Meta   | PRD El Salitre | 13 de abril | 16:30 | Sin transmisión |

| Deportivo Sanpas  | 4 - 7 | Deportivo Meta | San Antonio    | 26 de abril | 19:00 | Sin transmisión |
| Cóndor Sport Life | 6 - 4 | Lanús Colombia | PRD El Salitre | 28 de abril | 19:00 | Sin transmisión |

| Deportivo Meta | 2 - 0 | Cóndor Sport Life | Álvaro Mesa Amaya | 4 de mayo | 16:00 | Sin transmisión |
| Lanús Colombia | 6 - 4 | Deportivo Sanpas  | PRD El Salitre    | 4 de mayo | 16:30 | Sin transmisión |

### Grupo D
| Pos. | Equipos          | PJ | PG | PE | PP | GF | GC | Dif. | Pts. |
| ---- | ---------------- | -- | -- | -- | -- | -- | -- | ---- | ---- |
| 1.   | Rionegro Águilas | 6  | 4  | 0  | 2  | 19 | 13 | 6    | 12   |
| 2.   | Real Bucaramanga | 6  | 3  | 2  | 1  | 16 | 18 | -2   | 11   |
| 3.   | Lanús Colombia   | 6  | 3  | 0  | 3  | 16 | 13 | 3    | 9    |
| 4.   | Once Caldas      | 6  | 0  | 2  | 4  | 23 | 30 | -7   | 2    |

#### Resultados
- La hora de cada encuentro corresponde al huso horario que rige a Colombia (UTC-5)

Nota: El canal Win Sports es el medio de difusión por televisión autorizado por la Dimayor para la transmisión por cable de un partido por fecha, teniendo en cuenta que, en algunas fechas, no hay transmisión por televisión.
| Rionegro Futsal  | 3 - 2 | Once Caldas      | El Cielo | 20 de marzo | 19:00 | Sin transmisión |
| Rionegro Águilas | 2 - 3 | Real Bucaramanga | El Cubo  | 19 de abril | 19:00 | Sin transmisión |

| Once Caldas     | 8 - 8 | Real Bucaramanga | Menor    | 29 de marzo | 18:00 | Sin transmisión |
| Rionegro Futsal | 1 - 3 | Rionegro Águilas | El Cielo | 23 de abril | 19:00 | Sin transmisión |

| Rionegro Águilas | 7 - 3 | Once Caldas     | El Cubo      | 3 de abril | 18:15 | Win Sports      |
| Real Bucaramanga | 2 - 0 | Rionegro Futsal | Bicentenario | 3 de abril | 19:30 | Sin transmisión |

| Real Bucaramanga | 1 - 0 | Talento Dorado  | Bicentenario | 12 de abril | 19:30 | Sin transmisión |
| Once Caldas      | 4 - 5 | Rionegro Futsal | Menor        | 13 de abril | 20:15 | Sin transmisión |

| Rionegro Águilas | 2 - 1 | Rionegro Futsal | El Cubo      | 25 de abril | 19:30 | Sin transmisión |
| Real Bucaramanga | 2 - 2 | Once Caldas     | Bicentenario | 26 de abril | 19:30 | Sin transmisión |

| Rionegro Futsal | 6 - 0 | Real Bucaramanga | El Cielo | 2 de mayo | 20:00 | Win Sports      |
| Once Caldas     | 4 - 5 | Rionegro Águilas | Menor    | 3 de mayo | 19:00 | Sin transmisión |